# Регионы Португалии
Для целей статистического учёта территория Континентальной Португалии поделена на 5 регионов (второй уровень NUTS). Кроме того, регионами (порт. região) также считаются единицы первого уровня NUTS — Азорские острова и Мадейра. Регионы в свою очередь подразделяются на субрегионы, или подрегионы (порт. subregião, третий уровень NUTS).
- Континентальная Португалия
  - Алгарви (16 муниципалитетов)
  - Алентежу (5 субрегионов, 58 муниципалитетов)
  - Лиссабонский регион (2 субрегиона, 18 муниципалитетов) — Лиссабон (регион) (до 2002 — регион Лиссабон и долина Тежу)
  - Северный регион (8 субрегионов, 86 муниципалитетов) — Север (регион Португалии)
  - Центральный регион (12 субрегионов, 100 муниципалитетов) — Центр (регион Португалии)
- Азорские острова
  - Азорские острова — Асориш
- Мадейра
  - Мадейра